# Группа армий «Ц»
Группа армий «Ц» (нем. Heeresgruppe C) — одна из групп армий Вооружённых сил нацистской Германии (вермахта) во время Второй мировой войны.

## Создание группы. Западный фронт 1939—1940
Группа армий «Ц» сформирована 26 августа 1939 года во Франкфурте-на-Майне. Сформированная группа армий была передислоцирована на Западный фронт. В период кампании в Польше и Странной войны она находилась на южном участке западной границы Германии. По плану «Гельб» группе отводилась вспомогательная роль. Во время Французской кампании группа армий «Ц» фронтальным ударом прорвала линию Мажино, чем способствовала успеху соседних с ней групп армий.
По проекту штаба группы армий «Ц» через современный район Вальдсхут должна была осуществляться операция «Танненбаум» по захвату Швейцарии.
В ноябре 1940 года группа армий была передислоцирована к границам СССР. 20 июня 1941 года переименована в группу армий «Север» (нем. Heeresgruppe Nord).

## Италия 1943—1945
Снова группа армий «Ц» сформирована 15 ноября 1943 года на территории Северной Италии. Действуя вместе со штабом «Командования люфтваффе на Юге» (нем. Stab des Oberbefehlshabers Süd (Luftwaffe)) объединила командование над всеми немецкими войсками в Италии. В течение полутора лет вела тяжёлые позиционные бои с превосходящими силами союзников.
В ходе оборонительных боев группа армий «Ц» покинула Италию и 22 апреля 1945 года на территории Южной Германии была причислена к командованию Юга (нем. Oberbefehlshaber Süd).
Капитулировала 2 мая 1945 года.

## Боевой состав группы армий «Ц»
Сентябрь 1939 года
- штаб группы армий «Ц»
- 639-й полк связи группы армий «Ц»
- 1-я армия — командующий генерал-полковник Эрвин фон Вицлебен
- 5-я армия — командующий генерал от инфантерии Курт Либман[нем.]
- 7-я армия — командующий генерал-полковник Фридрих Дольман

Май 1940 года
- штаб группы армий «Ц»
- 639-й полк связи группы армий «Ц»
- 1-я армия — командующий генерал-полковник Эрвин фон Вицлебен
- 7-я армия — командующий генерал-полковник Фридрих Дольман

Ноябрь 1943 года
- штаб группы армий «Ц»
- 598-й полк связи группы армий «Ц»
- 10-я армия — командующий генерал-полковник Генрих фон Фитингоф-Шеель
- 14-я армия — командующий генерал-полковник Эберхард фон Макензен

Август 1944 года
- штаб группы армий «Ц»
- 598-й полк связи группы армий «Ц»
- 10-я армия — командующий генерал-полковник Генрих фон Фитингоф-Шеель
- 14-я армия — командующий генерал танковых войск Йоахим Лемельзен
- Армейская группа «Лигурия» — командующий маршал Италии Родольфо Грациани

Сентябрь 1944 года
| - Армия Лигурии: - 90-я моторизованная дивизия: - 1/,2/,3/200-й моторизованный полк - 1/,2/,3/361-й моторизованный полк - 190-й танковый батальон - 1/,2/,3/190-й моторизованный артиллерийский полк - 242-й дивизион штурмовых орудий - 590-й противотанковый дивизион - 90-й сапёрный батальон - 90-й батальон связи - 190-й механизированный разведывательный батальон - Армейский корпус Либ (Lieb) (позднее армейский корпус «Ломбардия») - 34-я пехотная дивизия: - 1/,2/,3/80-й пехотный полк - 1/,2/,3/105-й пехотный полк - 1/,2/,3/253-й пехотный полк - 1/,2/,3/34-й артиллерийский полк - 1/70-й артиллерийский полк - 34-й стрелковый батальон - 34-й противотанковый дивизион - 34-й пионерский батальон - 34-й батальон связи - Подразделения поддержки 34-й дивизии - 42-я лёгкая пехотная дивизия: - 1/,2/,3/25-й лёгкий пехотный полк - 1/,2/,3/40-й лёгкий пехотный полк - 1/,2/,3/4/142-й артиллерийский полк - 42-й противотанковый дивизион - 42-й сапёрный батальон - 42-й стрелковый батальон - 42-й батальон связи - Подразделения поддержки 42-й дивизии - 3-я итальянская (Сан-Марко) пехотная дивизия: организация неизвестна - 4-я итальянская (Монте-Роза) горнопехотная дивизия: организация неизвестна - 135-я крепостная бригада: организация неизвестна - 14-я армия: - 362-я пехотная дивизия: - 1/,2/954-й пехотный полк - 1/,2/955-й пехотный полк - 1/,2/956-й пехотный полк - 1/,2/,3/362-й артиллерийский полк - 362-й стрелковый батальон - 362-й противотанковый дивизион - 362-й пионерский батальон - 362-й батальон связи - Подразделения поддержки 362-й дивизии - 75-й армейский корпус: - 20-я авиаполевая дивизия: - 39-й лёгкий пехотный полк - 40-й лёгкий пехотный полк - 20-й артиллерийский полк - 20-я разведывательная рота - противотанковый дивизион - пионерский батальон - батальон связи - Подразделения поддержки дивизии - 16-я моторизованная дивизия СС «Рейхсфюрер СС»: - 35-й моторизованный полк СС - 36-й моторизованный полк СС - 16-й танковый батальон СС (4 роты) - 16-й дивизион штурмовых орудий СС (3 батареи) - 16-й механизированый разведывательный батальон СС (5 рот) - 1/,2/,3/16-й артиллерийский полк СС - 16-й зенитный дивизион СС (4 батареи) - 16-й пионерный батальон СС (3 роты) - 16-й батальон связи СС (2 роты) - 16-й полевой запасной батальон СС - 16-е подразделения поддержки дивизии СС - 14-й танковый корпус: - 65-я пехотная дивизия: - 1/,2/145-й пехотный полк - 1/,2/146-й пехотный полк - 1/,2/147-й пехотный полк - 1/,2/,3/165-й артиллерийский полк - 65-й дивизионный стрелковый батальон (A.A.) - 165-й пионерный батальон - 165-й противотанковый дивизион - 165-й батальон связи - Подразделения поддержки 165-й дивизии - 26-я танковая дивизия: - 1/,2/9-й моторизованный полк - 1/,2/67-й моторизованный полк - 1/,2/26-й танковый полк - 26-й механизированный разведывательный батальон - 1/,2/,3/93-й механизированный артиллерийский полк - 304-й армейский зенитный дивизион - 93-й противотанковый дивизион - 93-й сапёрный батальон - 93-й батальон связи - Подразделения поддержки дивизии - 3-я моторизованная дивизия: - 1/,2/,3/8-й моторизованный полк - 1/,2/,3/29-й моторизованный полк - 103-й танковый батальон - 103-й механизированный разведывательный батальон - 1/,2/,3/3-й моторизованный артиллерийский полк - 312-й армейский зенитный артиллерийский дивизион - 3-й противотанковый дивизион - 3-й сапёрный батальон - 3-й батальон связи - Подразделения поддержки дивизии - 1-й парашютный корпус: - 29-я моторизованная дивизия: - 1/,2/,3/15-й моторизованный полк - 1/,2/,3/71-й танковый пехотный полк - 129-й танковый батальон - 1/,2/,3/29-й моторизованный артиллерийский полк - 313-й армейский зенитный дивизион - 29-й батальон уничтожения танков - 29-й сапёрный батальон - 129-й механизированный разведывательный батальон - 4-я парашютная дивизия: - 1/,2/,3/10-й парашютно-десантный полк - 1/,2/,3/11-й парашютно-десантный полк - 1/,2/,3/12-й парашютно-десантный полк - 4-й противотанковый дивизион (3 роты) - 1/4-й артиллерийский полк - 4-й зенитный дивизион (5 батарей) - 4-й пионерный батальон (4 роты) - 4-я батальон связи - Подразделения поддержки - 356-я пехотная дивизия: - 1/,2/,3/914-й пехотный полк - 1/,2/,3/915-й пехотный полк - 1/,2/,3/916-й пехотный полк - 352-й дивизионный стрелковый батальон - 1/,2/,3/,4/352-й артиллерийский полк - 352-й пионерный батальон - 352-й противотанковый дивизион - 352-й батальон связи - Подразделения поддержки 352-й дивизии | - 10-я армия: - 1-я парашютная дивизия: - 1/,2/,3/1-й парашютный полк - 2/,3/,4/3-й парашютный полк - 1/,2/,3/4-й парашютный полк - 1-й противотанковый дивизион (3 батареи) - 1/,3/1-й артиллерийский полк - 1/,4/1-й зенитный дивизион (5 бтр) - 1-й пионерный батальон (4 чел.) - 1-й батальон связи - Подразделения поддержки дивизии - 51-й горный армейский корпус: - 715-я пехотная дивизия: - 1/,2/725-й пехотный полк - 1/,2/,735-й пехотный полк - 1/,2/1028-й пехотный полк - 715-й дивизионный стрелковый батальон - 1/,2/,3/,4/671-й артиллерийский полк - 715-я сапёрная рота - 715-й противотанковый дивизион - 715-я сигнальная рота - 715-е подразделения поддержки дивизии - 334-я пехотная дивизия: - 1/,2/754-й пехотный полк - 1/,2/,3/755-й пехотный полк - 1/,2/,3/756-й пехотный полк - 334-й дивизионный стрелковый батальон - 1/,2/,3/,4/334-й артиллерийский полк - 334-й противотанковый дивизион - 334-й разведывательный батальон - 334-й сапёрный батальон - 334-й батальон связи - 334-е подразделения поддержки дивизии - 305-я пехотная дивизия: - 1/,2/576-й пехотный полк - 1/,2/577-й пехотный полк - 1/,2/578-й пехотный полк - 1/,2/,3/305-й артиллерийский полк - 305-й стрелковый батальон - 305-й противотанковый дивизион - 305-й сапёрный батальон - 305-й батальон связи - 305-е подразделения поддержки дивизии - 44-я пехотная дивизия: - 1/,2/,3/131-й пехотный полк - 1/,2/,3/132-й пехотный полк - 1/,2/,3/134-й пехотный полк «Хох унд Дойчмайстер» - 1/,2/,4/96-й артиллерийский полк - 46-й стрелковый батальон - 46-й противотанковый дивизион - 46-й сапёрный батальон - 64-й батальон связи - Подразделения поддержки 44-й дивизии - 114-я лёгкая пехотная дивизия: - 1/,2/,3/721-й лёгкий пехотный полк - 1/,2/,3/741-й лёгкий пехотный полк - 1/,2/,3/66-й артиллерийский полк - 114-й противотанковый дивизион - 114-й сапёрный батальон - 114-й стрелковый батальон - 114-й батальон связи - Подразделения поддержки 114-й дивизии - 15-я моторизованная дивизия: - 1/,2/,3/104-й моторизованный полк - 1/,2/,3/115-й моторизованный полк - 1/,2/,3/129-й моторизованный полк - 115-й танковый батальон - 1/,2/,3/33-й моторизованный артиллерийский полк - 33-й противотанковый дивизион - 115-й сапёрный батальон - 115-й батальон связи - 115-й механизированный разведывательный батальон - Подразделения поддержки 15-й дивизии - 76-й танковый корпус: - 5-я горнопехотная дивизия: - 1/,2/,3/85-й горнопехотный полк - 1/,2/,3/100-й горнопехотный полк - 1/,2/,3/95-й горно-артиллерийский полк - 85-й противотанковый дивизион - 95-й батальон связи - 95-й сапёрный батальон - Подразделения поддержки 95-й дивизии - 71-я пехотная дивизия: - 1/,2/191-й пехотный полк - 1/,2/194-й пехотный полк - 1/,2/,3/211-й пехотный полк - 1/,2/,3/,4/171-й артиллерийский полк - 171-й противотанковый дивизион - 171-й сапёрный батальон - 171-й стрелковый батальон - 171-й батальон связи - Подразделения поддержки 171-й дивизии - 278-я пехотная дивизия: - 1/,2/992-й пехотный полк - 1/,2/993-й пехотный полк - 1/,2/994-й пехотный полк - 278-й дивизионный стрелковый батальон - 1/,2/,3/278-й артиллерийский полк - 278-й сапёрный батальон - 278-й противотанковый дивизион - 278-й батальон связи - Подразделения поддержки дивизии - Командование венецианского побережья: - 162-я (тюркская) пехотная дивизия - 1/,2/,3/303-й пехотный полк - 1/,2/,3/314-й пехотный полк - Батальон 162-й дивизии - 1/,2/,3/,4/236-й артиллерийский полк - 236-й противотанковый дивизион - 236-й пионерский батальон - 236-й батальон связи - Подразделения поддержки 236-й дивизии - 98-я пехотная дивизия: - 1/,2/,3/282-й пехотный полк - 1/,2/,3/289-й пехотный полк - 1/,2/,3/290-й пехотный полк - 1/,2/,3/,4/198-й артиллерийский полк - 198-й стрелковый батальон - 198-й противотанковый дивизион - 198-й пионерский батальон - 198-й батальон связи - Подразделения поддержки 198-й дивизии - Командование адриатического побережья - 3-й полк дивизии «Бранденбург» - 94-я пехотная дивизия: - 1/,2/267-й пехотный полк - 1/,2/274-й пехотный полк - 1/,2/276-й пехотный полк - 1/,2/,3/,4/194-й артиллерийский полк - 194-й противотанковый дивизион - 94-й сапёрный батальон - 94-й стрелковый батальон - 94-й батальон связи - Подразделения поддержки дивизии |

Март 1945 года
- штаб группы армий «Ц»
- 598-й полк связи группы армий «Ц»
- 10-я армия — командующий генерал танковых войск Трауготт Херр
- 14-я армия — командующий генерал танковых войск Йоахим Лемельзен
- Армейская группа «Лигурия» — командующий маршал Италии Родольфо Грациани

## Командующие группой армий
- генерал-полковник Вильгельм фон Лееб (26.08.1939—19.07.1940)
- генерал-фельдмаршал Вильгельм фон Лееб (20.07.1940—20.06.1941)
- генерал-фельдмаршал Альберт Кессельринг (15.11.1943—23.10.1944)
- генерал-полковник Генрих фон Фитингоф-Шеель (24.10.1944—13.01.1945)
- генерал-фельдмаршал Альберт Кессельринг (14.01.1945—10.03.1945)
- генерал-полковник Генрих фон Фитингоф-Шеель (11.03.1945—02.05.1945)